# Slag bij Reichenberg
De Slag bij Reichenberg was een veldslag tijdens de Zevenjarige oorlog op 21 april 1757 bij het dorpje Liberec (Duits: Reichenberg) in Bohemen.
Maarschalk August Willem van Brunswijk-Bevern was Bohemen binnengetrokken met een korps van 16.000 Pruisen. Bij Reichenberg ontmoette hij een Oostenrijks korps onder leiding van Königsegg. Het volledige Oostenrijkse korps bestond 18.000 man infanterie en 4900 cavalerie, waarvan er ongeveer 10.000 bij Reichenberg aanwezig waren.
De ervaren Bevern versloeg zijn tegenstander. Ten gevolge hiervan kreeg Bevern grote hoeveelheden Oostenrijkse voorraden in handen en zette hij zijn opmars naar Praag voort.